# Juana de Baviera

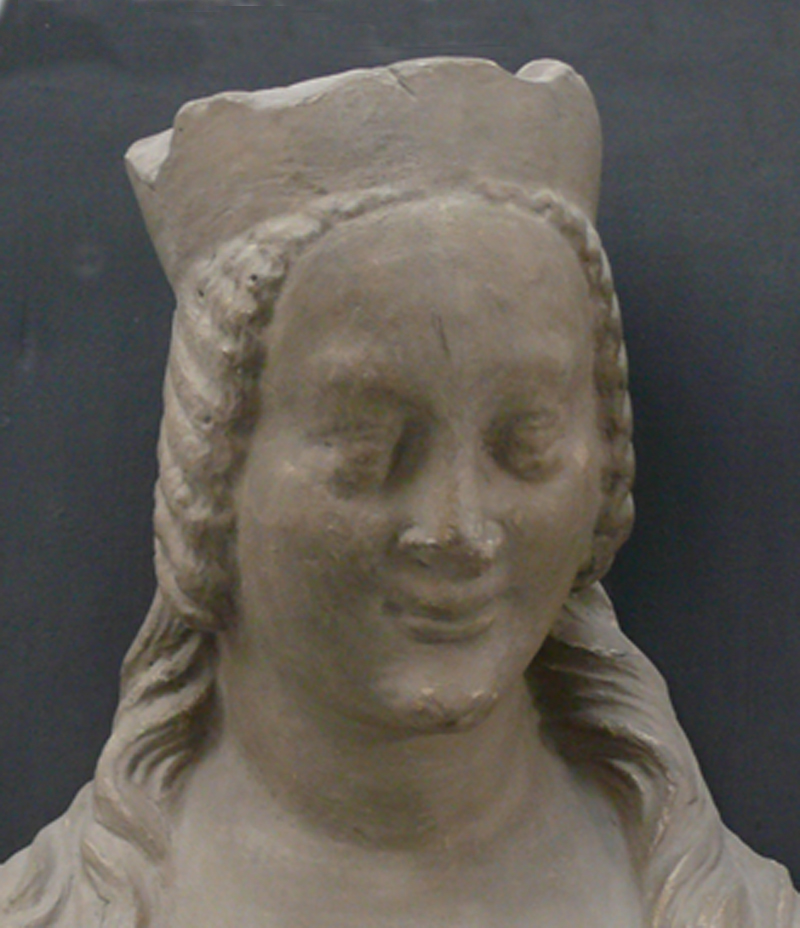
Busto de Juana de Baviera

Juana de Baviera (alrededor de 1356 en La Haya - 31 de diciembre de 1386 en Praga) fue la segunda hija del duque Alberto I de Baviera-Straubing. Reina de Bohemia por su matrimonio con Wenceslao de Luxemburgo.

## Biografía
Se casó en 1370, a la edad de catorce años, con el que sería rey de Bohemia y rey de Romanos Wenceslao de Luxemburgo, que entonces tenía nueve años de edad.
Juana viajó el 23 de agosto de 1370, junto con sus padres desde La Haya a Róterdam, Colonia, Maguncia y Würzburg a Núremberg. Como regalos les llevaron anguilas y arenques ahumados con sal. El 18 de septiembre, en Núremberg, Juana fue entregada a los representantes del rey de Bohemia y del emperador del Sacro Imperio, Carlos IV de Luxemburgo.
Mientras sus padres se dirigieron a su residencia Straubing en la Baja Baviera, Juana fue llevada a Praga. Después de que el 21 de septiembre, en Marsella, Carlos consiguiera una dispensa papal necesaria por la cercana relación familiar de la pareja, tuvo lugar una boda simbólica, una semana después. El 17 de noviembre, el arzobispo de Praga Jan Očko z Vlašimi la coronó en Praga, como reina de Bohemia. En junio de 1376, después de difíciles negociaciones, aún no cumplía los quince años, Wenceslao fue elegido y coronado en Fráncfort del Meno junto a su esposa, emperador del Sacro Imperio Romano. Después de eso el matrimonio fue consumado en Praga y comenzaron a convivir. Estuvieron unidos durante dieciséis años, hasta la muerte de Juana el 31 de diciembre de 1386, pero no tuvieron hijos. Juana murió a causa de los efectos de un ataque de un perro de caza de su marido, y fue enterrada en el Castillo de Praga, en la Catedral de San Vito.
Wenceslao se casó el 2 de mayo de 1389 con la sobrina en segundo grado de Juana, Sofía de Baviera.